# Liste der Biografien/Saj
Liste der Biografien |
Portal Biografien |
Personensuche
# |
A |
B |
C |
D |
E |
F |
G |
H |
I |
J |
K |
L |
M |
N |
O |
P |
Q |
R |
S |
T |
U |
V |
W |
X |
Y |
Z |
?
 
Sa |
Sb |
Sc |
Sd |
Se |
Sf |
Sg |
Sh |
Si |
Sj |
Sk |
Sl |
Sm |
Sn |
So |
Sp |
Sq |
Sr |
Ss |
St |
Su |
Sv |
Sw |
Sy |
Sz
 
Saa |
Sab |
Sac |
Sad |
Sae |
Saf |
Sag |
Sah |
Sai |
Saj |
Sak |
Sal |
Sam |
San |
Sao |
Sap |
Saq |
Sar |
Sas |
Sat |
Sau |
Sav |
Saw |
Sax |
Say |
Saz
Die Liste der Biografien führt alle Personen auf, die in der deutschsprachigen Wikipedia einen Artikel haben. Dieses ist eine Teilliste mit 46 Einträgen von Personen, deren Namen mit den Buchstaben „Saj“ beginnt.

## Saj

### Saja
- Saja, Kazys (* 1932), litauischer Politiker, Mitglied des Seimas und Schriftsteller
- Sajak, Clauß Peter (* 1967), deutscher römisch-katholischer Theologe und Hochschullehrer
- Sajak, Pat (* 1946), US-amerikanischer Moderator
- Sajak, Paweł (* 1977), polnischer Politiker (Ruch Palikota), Mitglied des Sejm
- Sajatschkiwska, Anna (* 1991), ukrainische Misswahlsiegerin
- Sajauskas, Stanislovas (* 1946), litauischer Elektroingenieur und Politiker

### Sajd
- Sajdak, Maria (* 1991), polnische Ruderin
- Sajdik, Martin (* 1949), österreichischer Diplomat
- Sajdik, Valérie (* 1978), österreichische Popsängerin
- Sajdoková, Bára (* 2001), tschechische Hochspringerin
- Sajdová, Nikol (* 1988), tschechische Volleyballspielerin

### Saje
- Saje, Andrej (* 1966), slowenischer Geistlicher, römisch-katholischer Bischof von Novo mesto
- Sajenko, Iwan Iwanowitsch (* 1983), russischer FußballspielerIwan Iwanowitsch Sajenko (* 1983)

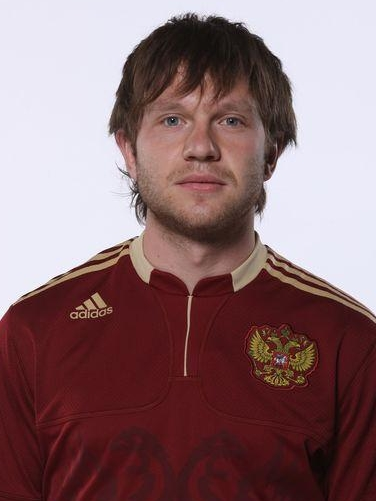
Iwan Iwanowitsch Sajenko (* 1983)

- Sajenko, Switlana (* 1982), ukrainisch-moldauische Ringerin
- Sajenko, Tetjana (1951–2013), ukrainische Diplomatin
- Sajew, Pjotr Iwanowitsch (1953–2014), sowjetischer Boxer

### Sajf
- Sajfutdinova, Darja (* 1997), deutsche rhythmische Sportgymnastin

### Sajg
- Šajgalík, Pavol (* 1964), slowakischer römisch-katholischer Geistlicher, designierter Militärbischof der Slowakei
- Sajgó, Pál (1922–2016), ungarischer Skilangläufer und Biathlet

### Saji
- Saji, Keizō (1919–1999), japanischer Unternehmer
- Saji, Nobutada (* 1945), japanischer Unternehmer
- Saji, Tadashi (1914–1999), japanischer Lackkünstler
- Sajikman, Wolodymyr (* 1968), ukrainisch-israelischer Handballspieler und -trainer

### Sajj
- Sajjad, Muhammad (* 1986), pakistanischer Snookerspieler
- Sajjad, Wasim (* 1941), pakistanischer Politiker
- Sajjan, Harjit (* 1970), kanadischer Politiker und Verteidigungsminister
- Sajjaporn Tumsuwan (* 2000), thailändischer Fußballspieler

### Sajk
- Sajka, Marie-Hélène (* 1997), französische Handballspielerin
- Sajko, Ivana (* 1975), kroatische Schriftstellerin, Dramaturgin und Theaterregisseurin

### Sajn
- Šajn, Liza (* 2002), slowenische Leichtathletin
- Sajnok, Szymon (* 1997), polnischer Radrennfahrer
- Sajnovics, János (1733–1785), ungarischer Mathematiker, Astronom und Sprachforscher

### Sajo
- Sajó, Karl (1851–1939), ungarischer Gymnasiallehrer, Naturforscher und Autor
- Sajó, Péter (1961–1999), ungarischer Radrennfahrer und nationaler Meister im Radsport
- Sajontschkowski, Andrei Medardowitsch (1862–1926), russischer Militärliterat und General der Infanterie

### Sajt
- Šajtar, Jaroslav (1921–2003), tschechoslowakischer Schachspieler
- Šajtinac, Uglješa (* 1971), serbischer Dramatiker und Schriftsteller

### Saju
- Sajustow, Dmitri Jurjewitsch (* 1988), russischer Eishockeyspieler
- Sajutin, Wadim Alexandrowitsch (* 1970), russischer Eisschnellläufer

### Sajw
- Sajwani, Hussain, emiratischer Geschäftsmann

### Sajz
- Sajzau, Wadsim (* 1964), belarussischer Offizier, Chef des KGB von Belarus
- Sajzau, Wiktar (* 1992), belarussischer Handballspieler
- Sajzawa, Alessja (* 1985), belarussische Badmintonspielerin
- Sajzew, Juwenalij (1924–2020), sowjetisch-ukrainischer Hydrobiologe
- Sajzew, Pawlo (1886–1965), ukrainischer Philologe, Literaturkritiker, Schewtschenko-Biograph und Mitglied der ukrainischen Zentralna Rada
- Sajzor, Sonja (* 1993), serbische DJ, Sängerin, Songwriterin und visuelle Künstlerin